# Миза Мурасте
Миза Мурасте (ест. Muraste mõis нім. Morras) — дворянський маєток, що знаходиться в селі Мурасте  волості Харк Гар'юмаського повіту на захід від Таллінна.
Згідно з історичним адміністративним поділом, миза належить до Кейласької парафії.

## Історія

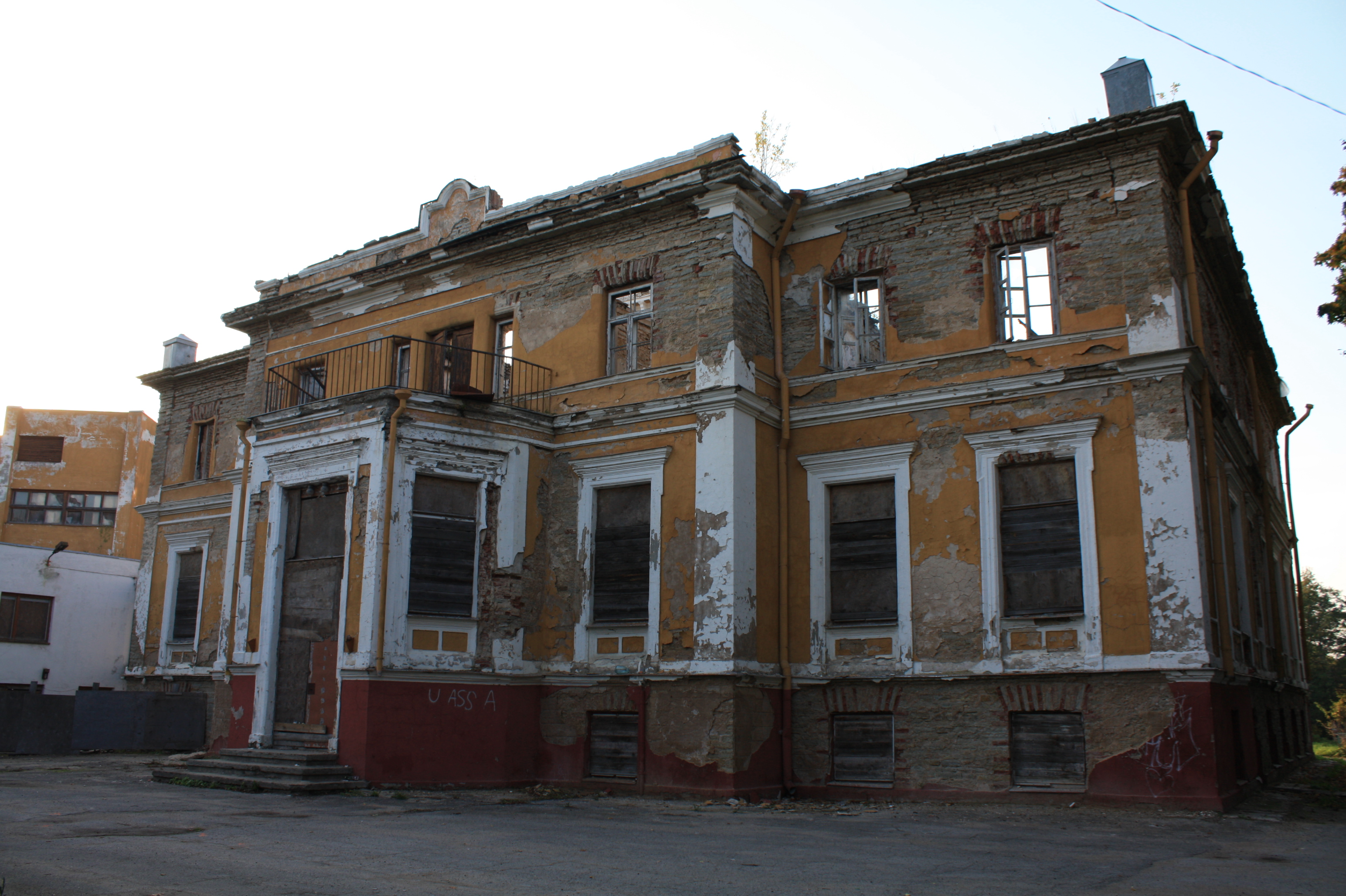
Сучасний стан мизи Мурасте

Миза Моррасті (Мурасте) була заснована в 1620-х роках. Першим її власником був Еріціус Бек (нім. Ericus Beck).

З 1848 р. власником став мореплавець і дослідник Отто фон Крузенштерн, онук  Івана Федоровича Крузенштерна, який в 1851 р. наказав побудувати новий головний будинок мизи, який зберігся до наших днів. 

Помінявши безліч власників, у 1919 р. миза перейшла у власність держави. Згодом до 1991 р. використовувалася як дитячий будинок, для потреб якого в 1980-і роки до неї було прибудовано кілька містких будівель, що з'єднуються з мизой галереєю. 

У 1995 р. миза перейшла у приватне володіння, але після пожежі, що сталася в 2001 р., будинок став непридатним для життя і перебуває в даний момент (10.2010) в напівзруйнованому стані.

## Архітектура
Головний будинок споруджено в стилі неоренесансу з чотирикутною вежею в правій частині будови.

## Ресурси Інтернета
Вікісховище має мультимедійні дані за темою:  Мурасте
- Muraste mõis [Архівовано 26 вересня 2012 у Wayback Machine.]